# 和谐湾

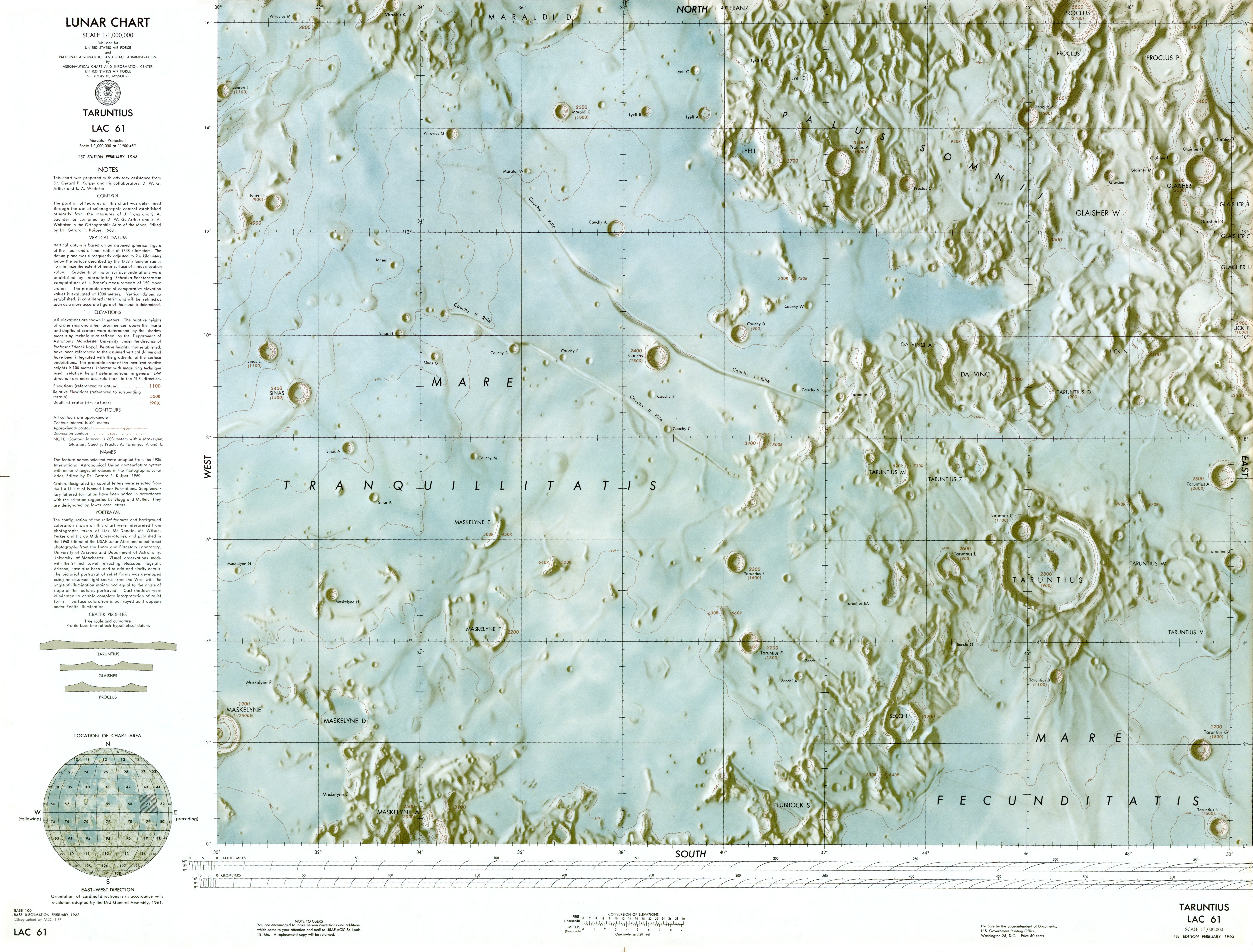
区域地形图(1963)

和谐湾（拉丁語：Sinus Concordiae）是月球上位于静海东侧的一处小月海区，长度约160公里，中心月面坐标为10°48′N 43°12′E / 10.8°N 43.2°E。其名称首次出现在1974年出版的美国军事测绘局为美国宇航局绘制的月图上，1976年被国际天文学联合会批准采纳。在古代，该月湾的另一个名称是：1647年被约翰·赫维留称之为"高加索湾"（Sinus Caucasius）。

## 描述
该月湾西连静海、东邻睡沼，入海口偏西处坐落着直径2公里的年轻的柯西陨石坑，旁边是以它取名的柯西月溪、柯西断崖和10座小撞击坑，其中： "柯西 D"、"柯西 U"、"柯西 V"和"柯西 W"均位于月湾中。这些是截止2015年月湾中唯一已名称的撞击坑。月湾沿岸的陆地上坐落着已严重损毁的莱尔陨石坑、达·芬奇陨石坑和卫星坑"达·芬 A"及"普罗克洛斯 G"，其中：莱尔陨石坑已被熔岩填塞。此外，在月湾的熔岩表面上还矗立着数座已淹没撞击坑的残壁，其中的一些形成了一道道横亘的小山脊。
和谐湾表面位于月面基准高度下0.9-1.3公里，朝静海的一侧高度略有增加。
依据和谐湾熔岩层与静海周边区域上的撞击坑密度估算，其地质年龄约为35-36亿年(晚雨海世时代)，接近雨海区的平均值。